# Sin vergüenza (programa de televisión chileno)
Sin vergüenza fue un programa de televisión chileno emitido por Chilevisión. Se estrenó el domingo 6 de enero de 2008 en horario prime, bajo la conducción de Ignacio Gutiérrez, Catalina Palacios y Sergio Freire, además de un panel compuesto por invitados, quienes comentaban los videos que se mostraban. 

## Historia
En marzo del 2008, el programa pasa a la tarde de los sábados y domingos pero solo con Catalina Palacios en la conducción, quién más tarde, es reemplazada por Jessica Abudinen.
A comienzos de 2009, el programa comienza a ser animado por un trío integrado por Felipe Avello, Carolina Bastías y la debutante Fernanda Alarcón. Con motivo del receso veraniego de El diario de Eva, durante todo el mes de febrero el programa se transmitió en directo, y sumó a Juan Andrés Salfate como comentarista de cine y sucesos paranormales.
En noviembre del mismo año, los dos rostros femeninos, Bastías y Alarcón, salen abruptamente del espacio y en su reemplazo entran Maura Rivera y Gianella Marengo. A su vez, terminando el año, Felipe Avello voluntariamente abandona el espacio. Es así, como durante el verano de 2010 se encuentran solo tres animadores, teniendo en cada capítulo un invitado. Más tarde, vinieron las salidas de Rivera, quien se fue a vivir a Rusia junto a su esposo Mark González, y Salfate, ya que era rostro de La Red.
El trío de animadores desde entonces fue Gianella Marengo, Rodrigo "Pera" Cuadra y Karol Dance.
A inicios 2013 se anuncia la salida de Gianella Marengo la cual es reemplazada por la entonces pareja de Karol Dance, Faloon Larrraguibel, quien saldría del programa ese mismo año. También se incluye al equipo Camilo Huerta, pololo de Connie Mengotti, panelista que en marzo de ese año se convierte en la nueva animadora.
Luego los animadores de Sin vergüenza fueron Karol Dance, quien sale del programa en diciembre del 2014, y Laura Prieto. El programa sería renombrado simplemente como SV, incluyendo secciones de humor (llamada SV Humor) y otra sección de contenidos más culturales, reportajes y documentales. Sus últimos animadores fueron Carolina Mestrovic y Juan Pablo Queraltó. En octubre de 2015 el programa fue reemplazado por uno de contenidos completamente culturales llamado Sabingo, conducido por los mismos animadores. 